# Arnold von Biegeleben (Politiker)

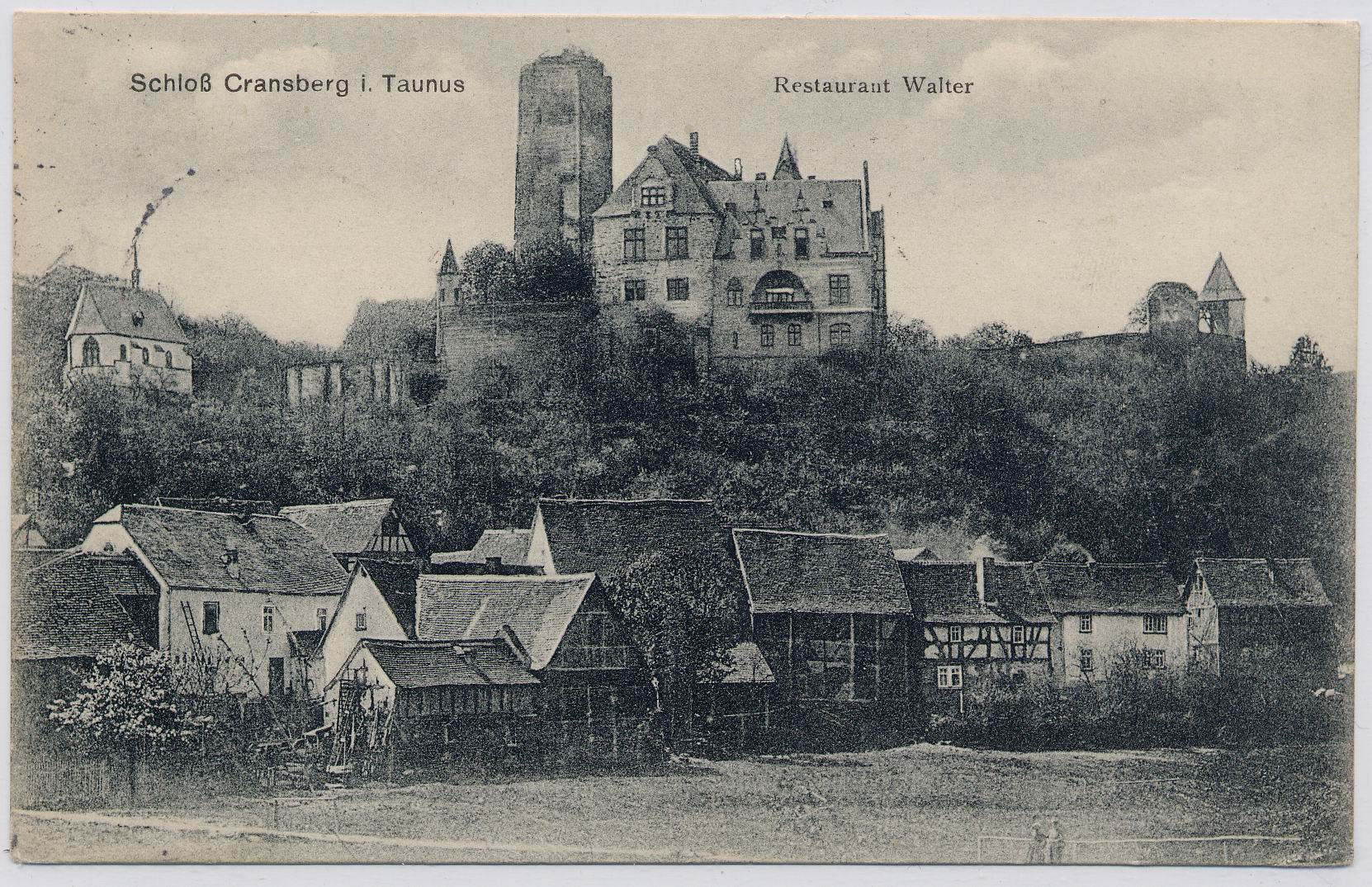
Schloss Kransberg, 1874 ersteigert von Arnold von Biegeleben

Franz Arnold Freiherr von Biegeleben (* 1. November 1822 in Darmstadt; † 3. Dezember 1892 ebenda) aus dem Adelsgeschlecht Biegeleben war ein hessischer Diplomat und Politiker und ehemaliger Abgeordneter der Zweiten Kammer der Landstände des Großherzogtums Hessen.

## Leben

### Familie
Arnold von Biegeleben war der Sohn des Wirklichen Geheimen Rates Kaspar Josef von Biegeleben und dessen Ehefrau Maria Anna, geborene von Braumann. Von seinen sechs Geschwistern wurde Maximilian (1813–1899) hessischer Finanzminister und Ludwig (1812–1872) im Dienste Österreichs Opponent Bismarcks.
Biegeleben heiratete am 14. November 1853 Agnese Amalie Louise Auguste, geborene Freiin von Löw zu Steinfurth (1835–1902), eine Tochter des Abgeordneten Wilhelm von Löw zu Steinfurth. Er war katholisch.

### Karriere
Biegeleben war Akzessist beim Sekretariat des Ministeriums des Hauses und des Äußeren. 1850 wurde er Legationssekretär, 1852 Ministerialsekretär, 1856 Lagationsrat und 1861 Geheimer Lagationsrat. Er war von 1861 bis 1866 hessischer Gesandter in Berlin und beim Bundestag in Frankfurt am Main. Am 5. Oktober 1866 wurde er pensioniert und am 29. Dezember des gleichen Jahres zum Staatsrat ernannt. In der 20. Wahlperiode (1868–1872) war Biegeleben Abgeordneter der Zweiten Kammer der Landstände des Großherzogtums Hessen. In den Landständen vertrat er den Wahlbezirk Starkenburg 11/Heppenheim. Am 7. Februar 1873 wurde er auf seinen Wunsch hin endgültig pensioniert.

### Schloss Kransberg
Biegeleben ersteigerte im Juli 1874 das Schloss Kransberg, nahm umfangreiche Renovierungen vor und baute die Burg zu einem Schloss im damals beliebten neugotischen Stil aus.